# Schlagbaum-Tunnel
Der Schlagbaum-Tunnel, auch Tunnel Schlagbaum genannt, ist ein 109 Meter langer, ehemaliger Eisenbahntunnel im Solinger Stadtteil Mitte. Nach seiner Stilllegung 1995 wird er heute als Teil der Korkenziehertrasse genutzt. Er unterquert die gleichnamige Straßenkreuzung und die dort verlaufende Bundesstraße 224.
Mit dem Bau der Bahnstrecke Solingen–Wuppertal-Vohwinkel vom ehemaligen Solinger Hauptbahnhof bis nach Vohwinkel (heute Wuppertal) wurde in den 1880er Jahren begonnen. Als Teil des zweiten Bauabschnitts ab 1886 zwischen dem Bahnhof Wald und der Solinger Altstadt mussten aufgrund der Topografie mehrere Tunnelbauwerke errichtet werden. Bei Streckenkilometer 8,5 ab der Ausfahrt aus dem Bahnhof Solingen Nord bis zur Oberen Dammstraße entstand mit zunächst 92 Metern der größte Tunnel der Strecke, der den Wohnplatz Schlagbaum und die dortige Straßenkreuzung unterquerte. Von diesem Wohnplatz erhielt der Tunnel auch seinen Namen. Der Tunnel war das aufwendigste Infrastrukturprojekt der gesamten Strecke, seine Fertigstellung gelang schließlich im Jahre 1887. Die Strecke wurde allerdings erst Ende 1889 baupolizeilich freigegeben, am 12. Februar 1890 begann die Nutzung der Strecke. Da die Straßenkreuzung am Schlagbaum 1978 ausgebaut wurde, musste auch der darunter verlaufende Tunnel verlängert werden. So wurde der Tunnel an der Westseite um 17 Meter erweitert, erkennbar noch heute an der veränderten Bauform der Tunnelwände.
Die Stilllegung der Bahnstrecke erfolgte sukzessive in mehreren Abschnitten ab den 1980er Jahren. Der Abschnitt zwischen Solingen-Wald und dem ehemaligen Solinger Hauptbahnhof mit dem Schlagbaum-Tunnel wurde als letzter Teilabschnitt der Strecke noch bis 1995 betrieben und schließlich am 31. März 1995 stillgelegt. Im Rahmen der Regionale 2006 wurde die Bahnstrecke zum Radwanderweg umgebaut. Die Reaktivierung des Schlagbaum-Tunnels erfolgte dabei im Rahmen des zweiten Bauabschnitts zwischen Sommer 2004 und Sommer 2005. Die Beleuchtung wurde zu großen Teilen durch Spenden finanziert.